# مسجد عثمان قشقار
مسجد عثمان قشقار هو مسجد تأسس في 27 رجب 620 هـ الموافق 26 أغسطس/آب 1223، ويعد من أقدم المساجد في قطاع غزة، وهو مجاور للمسجد العمري الكبير ويبعد عنه بضعة أمتار مسجد الشمعة الواقع إلى الشمال من حيّ الزيتون، ومسجد كاتب الولاية الأثري الملاصق لكنيسة برفيريوس الأثرية.

## بناؤه
تأسس المسجد في السابع والعشرين من شهر رجب لعام 620 هجري نسبة إلى الشيخ عثمان قشقار الذي اشتهر أنه من العجم الأتراك وله دكانان وداران وربع فرن وقيراط بساقية الجرن. وفي رواية أخرى حسب المؤرخ عارف العارف أن الذي بنى المسجد رجل بهذا الإسم ألباني الأصل.
دفن داخله جثمان الشيخ عثمان قشقار وتم فصل القبر عن المسجد والبناء حوله. وتم ترميمه عام 1990 عل يد الدكتور أدهم أبو شعبان الذي قام على نفقته الخاصة بتجريف المساحة الفارغة أمام المسجد من أجل توسعته ووُصِل المسجد القديم ببناء جديد لتوسعة المصلّى، وبُني فوقه طابقان، الأول لتحفيظ القرآن، والثاني لإعطاء الدورات التدريبية في مختلف الأمور الدينية والتنموية، وهيئة إدارية للمسجد وترأس إدارتها.
بني المسجد على النمط العثماني التركي، وامتازت جدرانه بالسُمك حيث تراوح سمكها ما بين 80 سنتيمتراً إلى متر، ويقابلك عند البوابة بيت كبير للصلاة، أمامه إيوان وساحة. وكانوا اهل الخير يوفرون نفقات الإمام والمؤذن وإحتياجات المسجد.

## تدميره
في مساء يوم الخميس الموافق 7 ديسمبر 2023 استُهدف خلال ضربةٍ جوية نفذتها القوات الجوية الإسرائيلية على حي الزيتون شرق مدينة غزة وذلك خلال الرد الإسرائيلي على عملية طوفان الأقصى مما أدى لتدميره وسقوط العديد من الشهداء والجرحى وإلحاق أضرار بالمنازل المجاورة له.